# Tegnérlunden

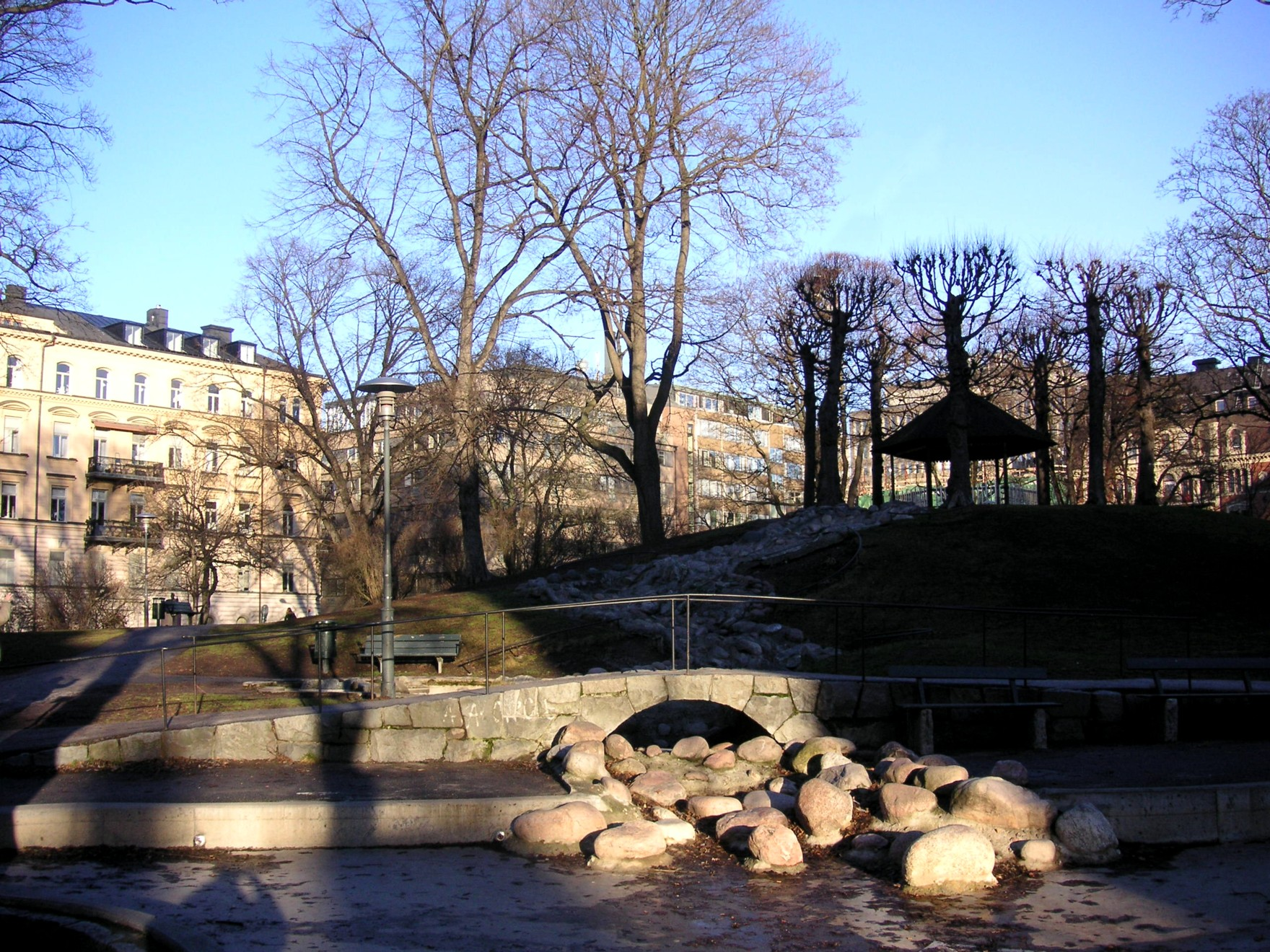
Tegnérpark im Januar 2008

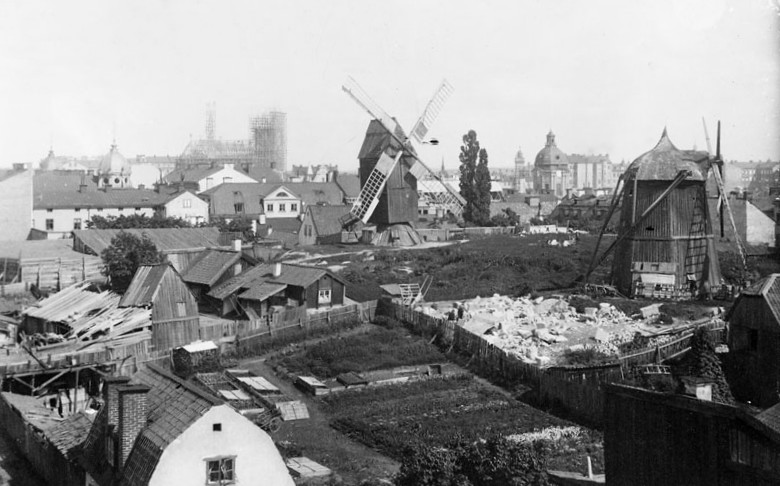
Die Mühlen in den späten 1880er Jahren

Tegnérlunden (deutsch Tegnérpark) ist ein Park im Zentrum Stockholms, an der Grenze zwischen den Stadtteilen Norrmalm und Vasastaden. Der Park wird von der Tegnérgatan durchquert, die die Grenze zwischen Norrmalm (im Süden) und Vasastaden (im Norden) bildet. Die Upplandsgatan verläuft entlang der westlichen Seite des Parks.
Am Tegnérlunden befinden sich das Enskilda Gymnasiet am Tegnérlunden 5 und die Swedenborg-Gedächtniskirche am Tegnérlunden 7.

## Historischer Hintergrund

### Der Name
Bis zum Ende des 19. Jahrhunderts war Tegnérlunden ein Standort der zahlreichen Mühlen Stockholms. Hier standen die beiden Barnhusmühlen, die ältere von 1693, die Getreide mahlte, und die jüngere von 1724 für Hanf. Die Straße, die an Tegnérlunden vorbeiführt, hieß früher Trebackarlånggatan. Seinen heutigen Namen erhielt der Park bei der Umbenennung 1885 (zusammen mit Tegnérgatan). Damals hieß er Tegnérslunden (mit einem „s“) nach dem Dichter und Bischof Esaias Tegnér (1782–1846), der keine Verbindung zum Ort hatte. Auf Vorschlag des Namenskomitees wurde der Name schließlich 1932 in Tegnérlunden (ohne „s“) geändert.

### Der Park

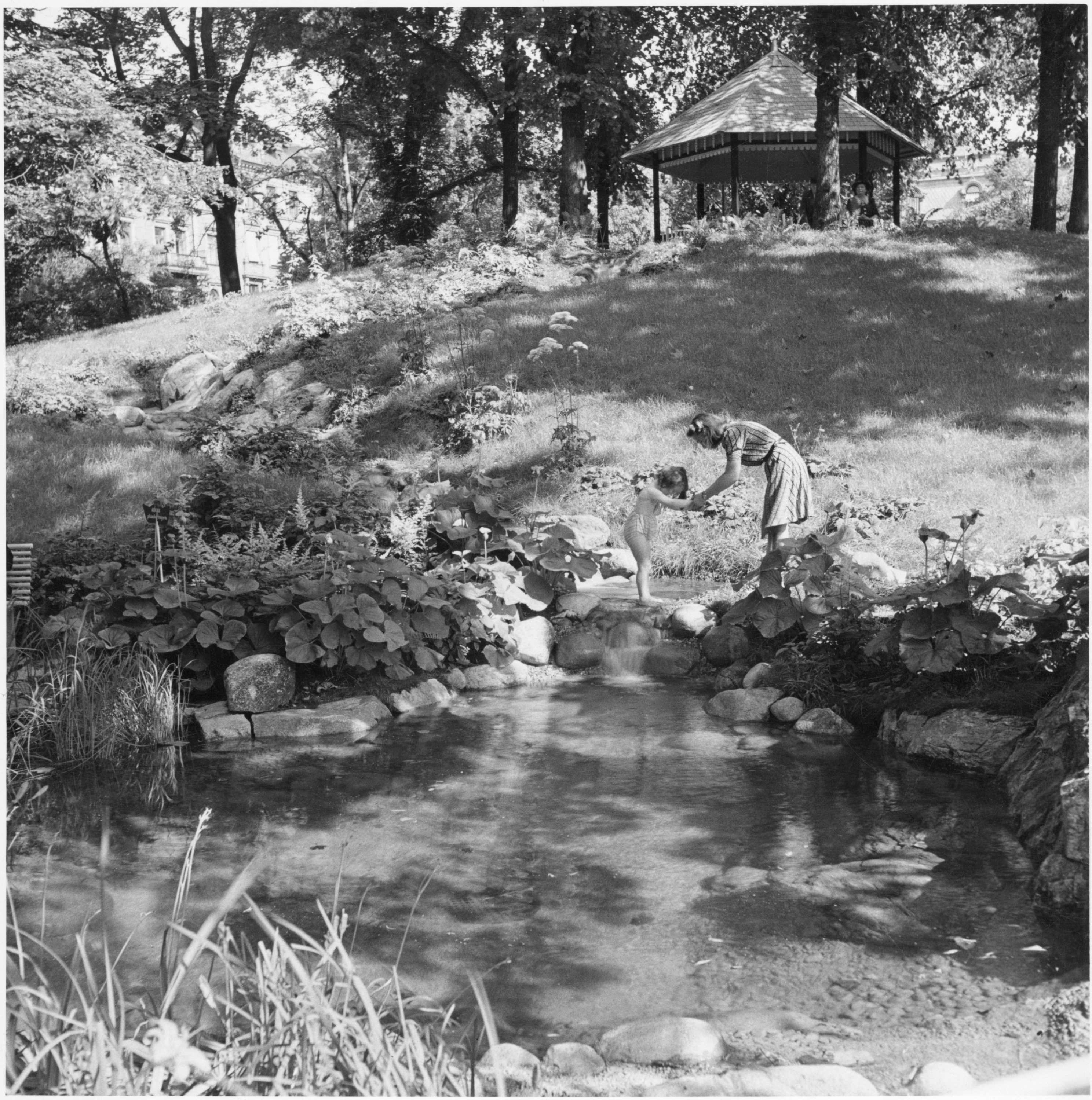
Tegnérlunden im Jahr 1947 mit einem neuen Brunnenpavillon und einem künstlichen Bachlauf.

Der Park wurde ursprünglich in den 1890er Jahren angelegt, als die Windmühlen abgerissen wurden. Damals war er der kleinste aller Stockholmer Parks. Es gab Blumenbeete und Rasenflächen, die nicht betreten werden durften. Anfang der 1940er Jahre wurde Tegnérlunden auf Vorschlag des Stadtgärtners Holger Blom in Zusammenarbeit mit Erik Glemme grundlegend umgestaltet. Unter anderem wurde der Brunnenpavillon auf der Spitze des Hügels errichtet. Ein künstlicher Bach fließt den Hang hinunter, macht an kleinen Wasserspiegeln und einer kleinen Steinbogenbrücke halt und endet schließlich in einem unregelmäßig geformten Planschbecken.

## Skulpturen
Im östlichen Teil von Tegnérlunden wurde Carl Eldhs große Statue von August Strindberg zu Strindbergs letztem Geburtstag im Jahr 1912 aufgestellt. 1916 wurde das Modell in Originalgröße fertiggestellt und 1942 wurde diese Bronzeskulptur im Park aufgestellt. An den Seiten des Sockels sind Szenen aus Strindbergs literarischen Werken dargestellt.
Seit 1996 befindet sich im nordwestlichen Teil des Parks eine kleine Bronzeskulptur von Majalisa Alexandersson, die Astrid Lindgren darstellt, wie sie ein Kind umarmt. Die Skulptur zeigt Figuren und Zitate aus ihren Büchern. Mehrere von Astrid Lindgrens Büchern sind mit Tegnérlunden verbunden. Der Anfang von Mio, mein Mio zum Beispiel spielt an dieser Stelle. Hier trifft der Junge Bo Vilhelm Olsson den Geist, der ihn in das Land der Ferne führt.

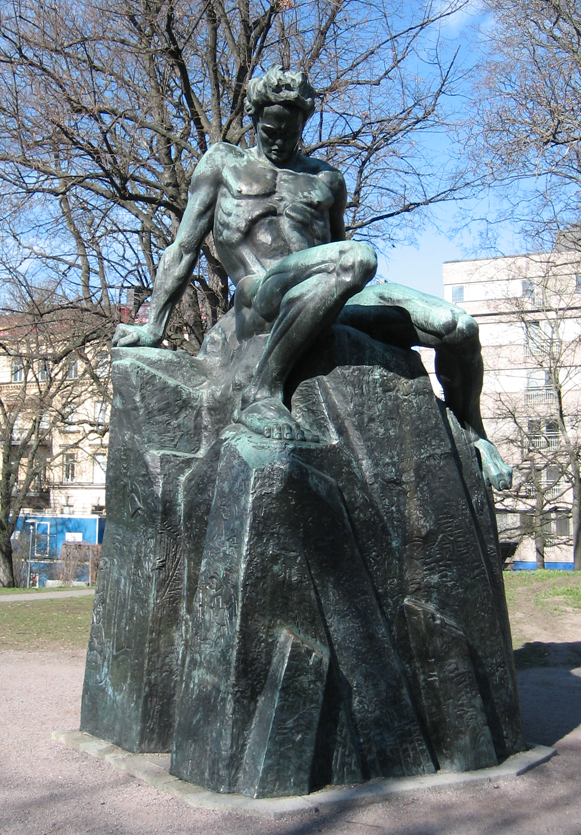
August Strindberg 1942
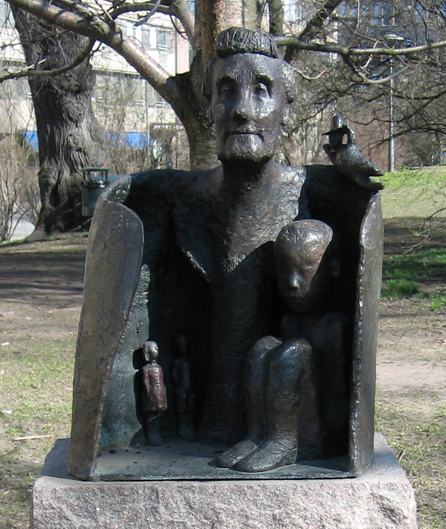
Astrid Lindgren 1996

## Spielplatz und Planschbecken
Im westlichen Teil von Tegnérlunden gibt es einen kleinen eingezäunten Spielplatz mit Schaukeln und einem Sandkasten. Daneben befindet sich ein 169 m² großer Planschteich zum Spielen für Kinder; der Teich wird im Sommer mit Wasser gefüllt, das in einer Kläranlage gechlort und gereinigt wird.